# Pentaceraster regulus
Pentaceraster regulus är en sjöstjärneart som först beskrevs av Müller och Franz Hermann Troschel 1842.  Pentaceraster regulus ingår i släktet Pentaceraster och familjen Oreasteridae. Inga underarter finns listade i Catalogue of Life.